# Orthopodomyia albipes
Orthopodomyia albipes är en tvåvingeart som först beskrevs av Giles 1904.  Orthopodomyia albipes ingår i släktet Orthopodomyia och familjen stickmyggor. Inga underarter finns listade i Catalogue of Life.